# Франческини, Маркантонио
Маркантонио Франческини (итал. Marcantonio Franceschini, 5 апреля 1648, Болонья — 24 декабря 1729, Болонья) — итальянский рисовальщик, живописец и гравёр на меди академического направления болонской школы. Его брат Петронио Франческини был музыкантом. Сын и ученик — живописец Джакомо Мария Франческини (1672—1745), как и отец, был членом Болонской академии. В 1705 году стал каноником церкви Санта-Мария-Маджоре.
Маркантонио Франческини начинал художественное обучение в школе Джованни Мария Галли Бибьена, после смерти которого в 1665 году он учился рисунку и живописи самостоятельно. Около двадцати лет поступил в мастерскую художника болонской школы Карло Чиньяни, с которым работал над фресками в Палаццо дель Джардино в Парме (1678—1681). Много лет сотрудничал со своим зятем Луиджи Квайни, который также приходился Чиньяни двоюродным братом. Оба мастера работали в Болонье, в базилике Сан-Петронио, а также в Модене, Пьяченце, Генуе и Риме.
Много работал для болонских церквей, для итальянской аристократии и для высших духовных лиц. Алтарные картины Франческини писал не маслом, как было принято, а в архаичной технике темперой. В 1688—1694 годах Маркантонио Франческини работал для Доминиканской церкви в Болонье. Цикл фресок, созданный художником в Палаццо Дукале в Генуе (1701—1704), был уничтожен пожаром в 1777 году. Для дворца принца Иоганна Адама Лихтенштейна I в Вене (ныне Лихтенштейнский музей) Франческини написал 26 полотен на тему «Соблазны и любви Дианы и Венеры» (16921700). В 1704—1710 годах Франческини безвыездно работал в Болонье, выполняя многочисленные заказы частных лиц.
В 1710 году в Болонье была открыта Академия, названная Клементиной в честь папы Климента XI. Франческини участвовал в организации Академии и отборе сорока самых известных художников, которым было суждено составить первое ядро института. Карло Чиньяни был назначен президентом (principe), а Франческини, посвящённый в рыцари Климентом XI, — вице-президентом Академии. Маркантонио Франческини стал одним из самых видных членов Болонской академии, и четыре раза (1713, 1718, 1724, 1728) избирался профессором для преподавания. В 1721 году был избран президентом Академии.
Он продолжал выполнять многочисленные заказы. В Генуе писал картины для Палаццо Спинола и Палаццо Паллавичини (ныне Подеста). Серия его картин на тему «Времена года» (1716) находится в Пинакотеке Болоньи. В 1711 году Франческини был вызван в Рим Климентом XI с задачей сделать рисунки для мозаик капеллы в Базилике Сан-Пьетро, ранее порученных К. Маратте.
В 1714—1722 годах Франческини снова работал в Генуе. Он умер в Болонье 24 декабря 1729 года. Франческини назначил наследниками своего сына Джакомо Мариа и его жену Терезу Квайни, двоюродную сестру Чиньяни. Он положил годовой доход своей дочери Феличите, монахине, и младшему сыну Джованни Каллимако, монаху-цистерцианцу.
Картины Франческини по характеристике, данной Карло Чезаре Мальвазиа в знаменитом сочинении «Фельсина-художница», имеют академический и ярко выраженный идеалистический оттенок, необычный даже для Болонской школы живописи. Художника также называли, может быть, не вполне справедливо, «мастером кабинетных картин». Расположение фигур на его картинах подчинено строгой системе, а живопись отличается гладкой, «фарфоровой» манерой. Его стиль часто классифицируют как «барочетто», соединение барокко и рококо; но можно также отметить и неоклассическое влияние французских художников. Р. Виттковер дал Франческини прозвание «болонского маратта».
Из мастерской Франческини в Болонье вышли многие художники: Томмазо Альдровандини, Лука Антонио Бистоя, Джакомо Бони, Франческо Каччанига, Фердинандо дель Кайро, Антонио Чифронди, Гаэтано Фраттини, Джиачинто Гарофалини, Карло Чезаре Джованнини, Эрколе Грациани, Джироламо Гатти, Пьетро Джиларди, Квальо, Джулио Младший, Джузеппе Маркези, Микеланджело Монтичелли, Джузеппе Педретти, Пьетро Франческо Прина, Пьетро Антонио Аваници, Антонио Росси, Джентиле Дзанарди и многие другие.

## Галерея

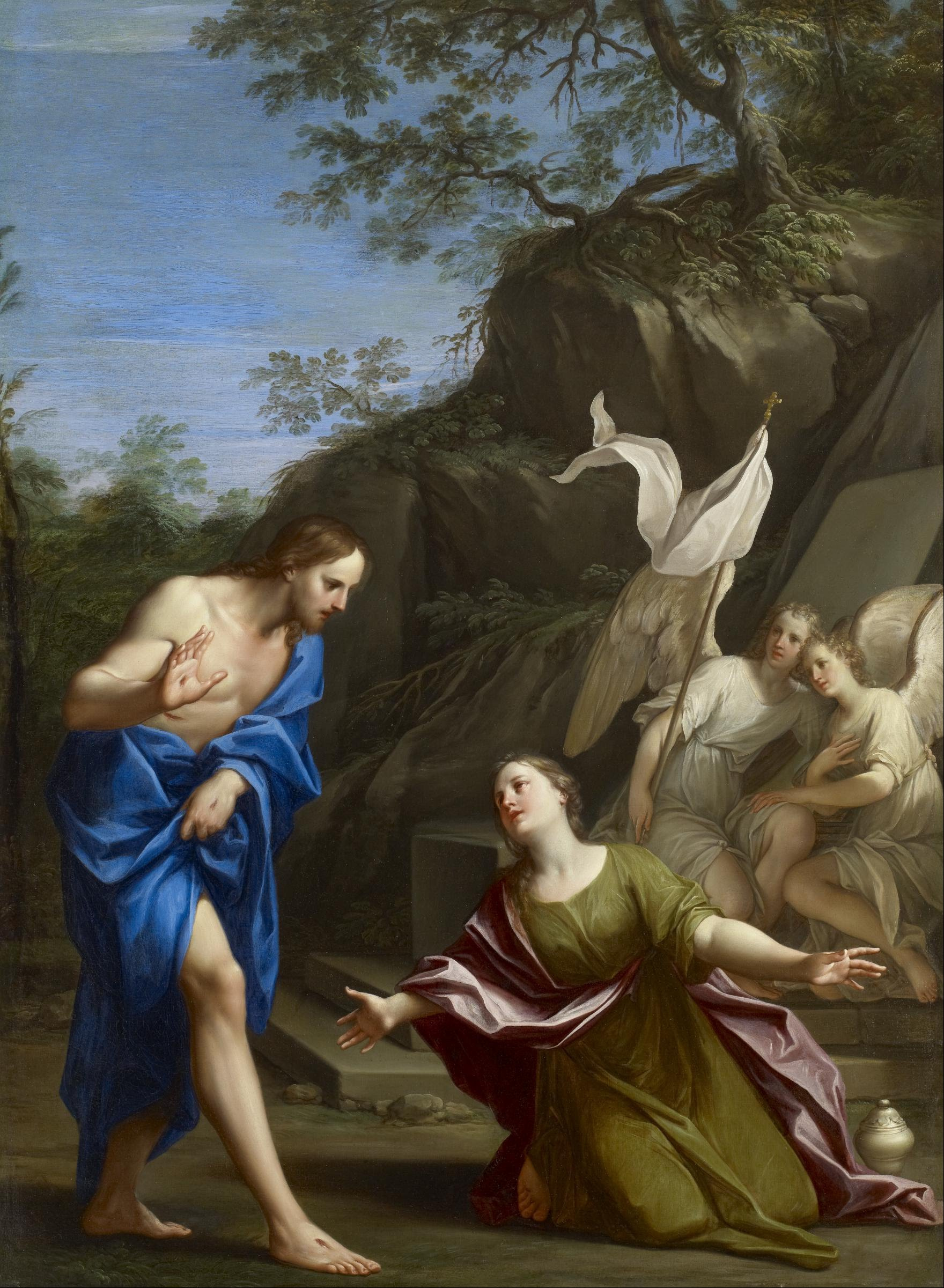
Noli Me Tangere («Не прикасайся ко Мне»). Ок. 1700 г. Музей изящных искусств (Хьюстон)
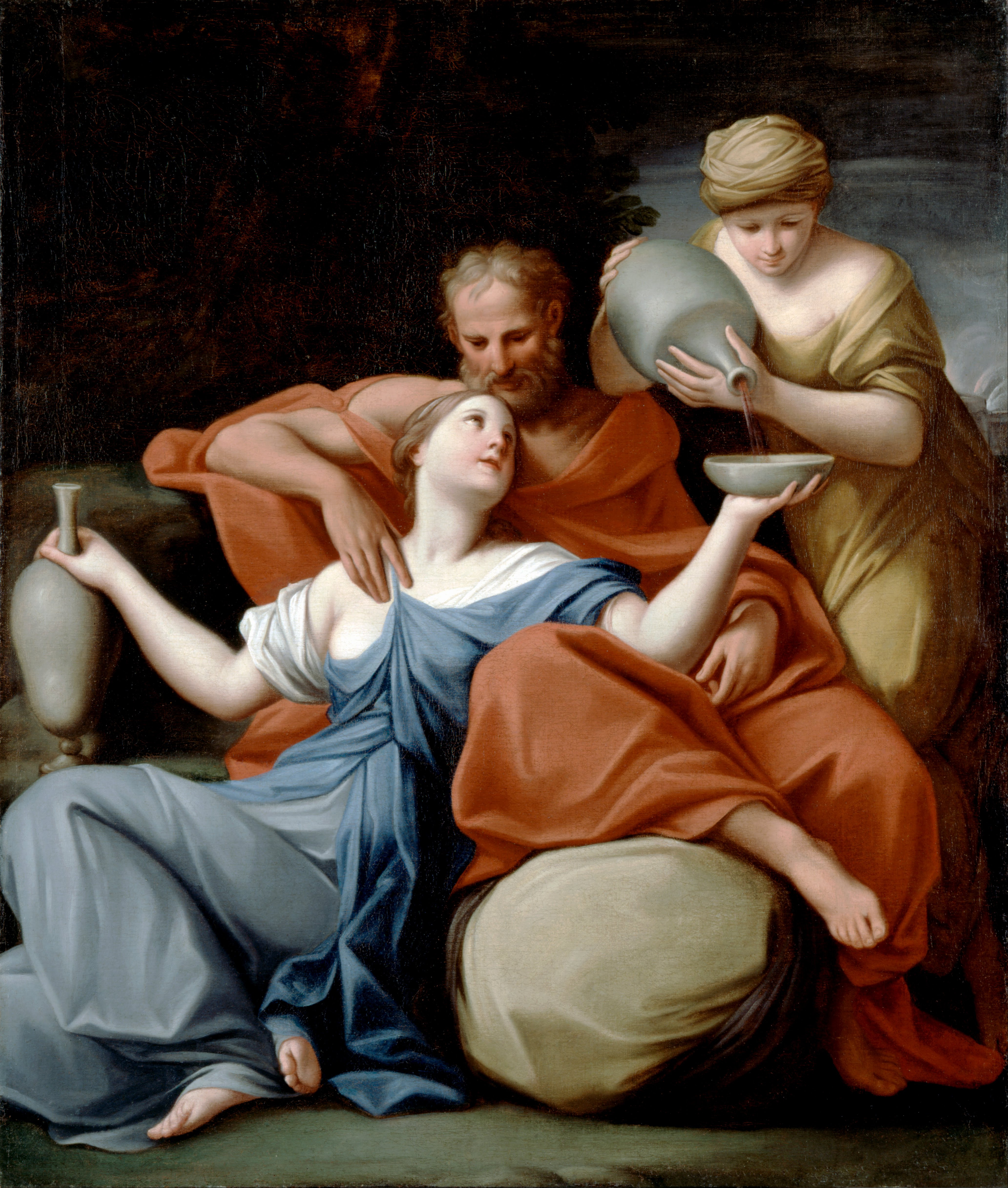
Лот с дочерьми. Ок. 1778 г. Далиджская картинная галерея
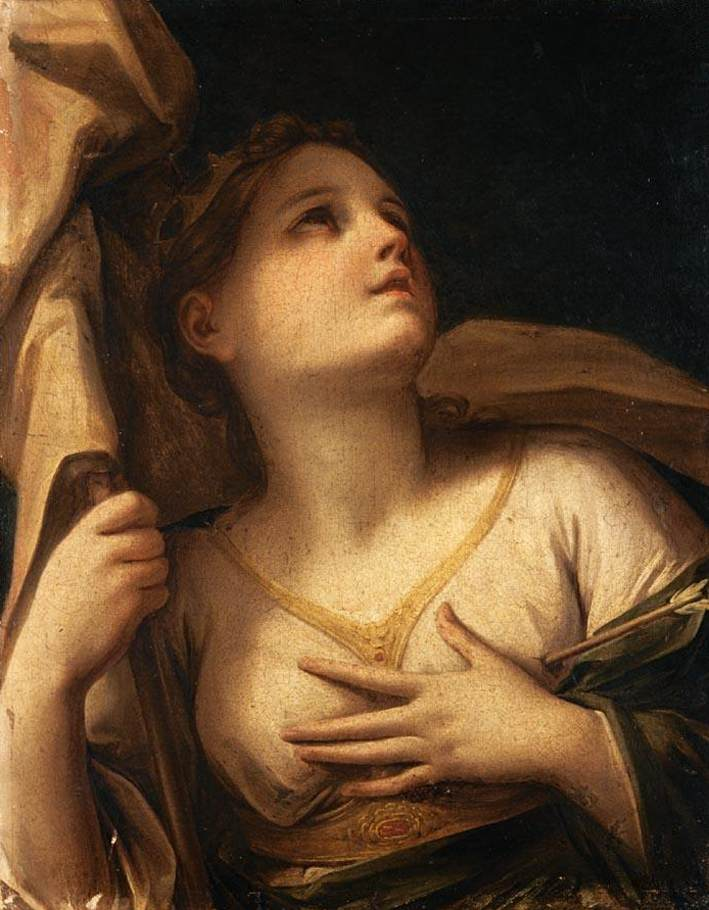
Святая Урсула. Ок. 1680 г. Частное собрание
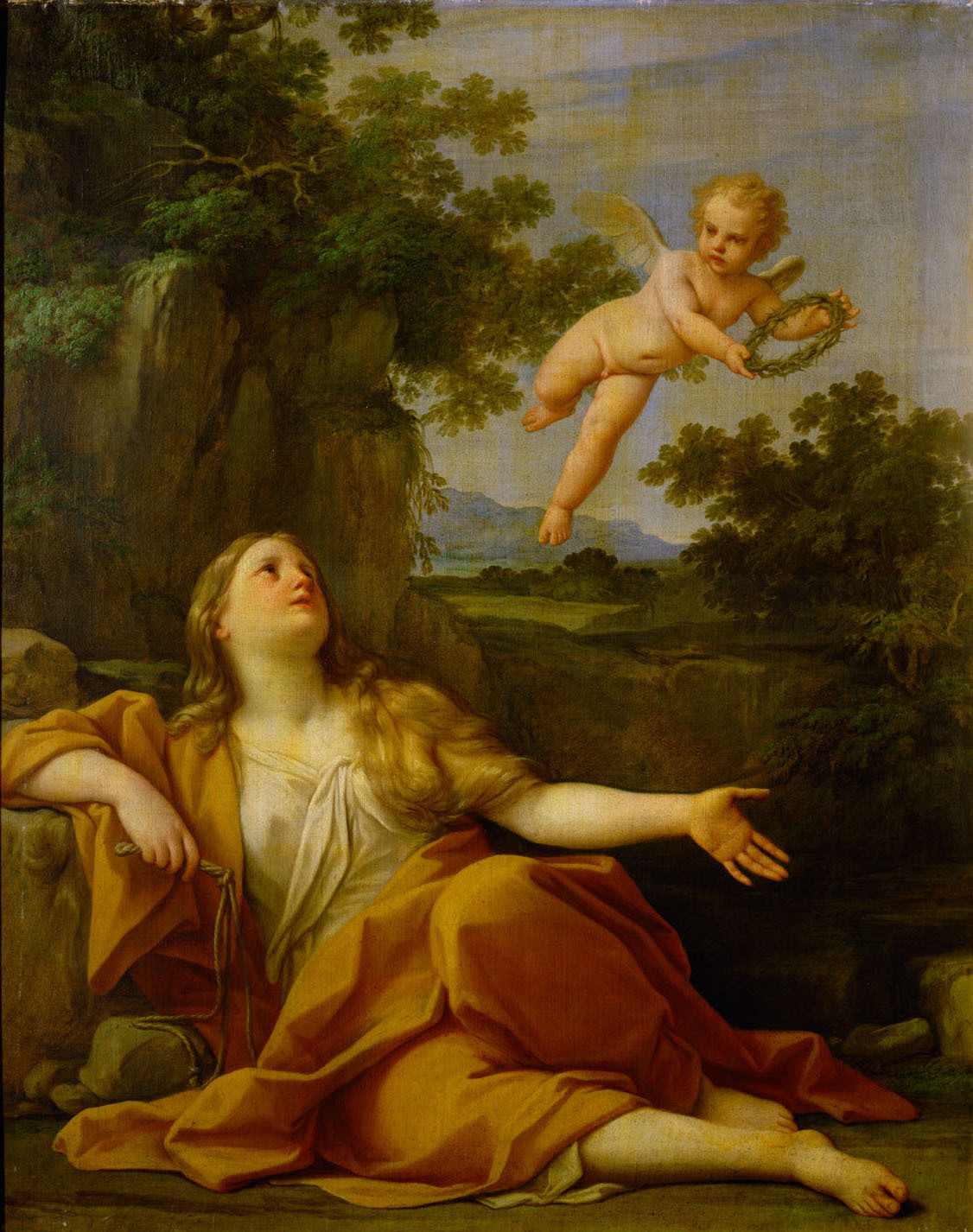
Кающаяся Мария Магдалина. Ок. 1700 г. Музей истории искусств, Вена
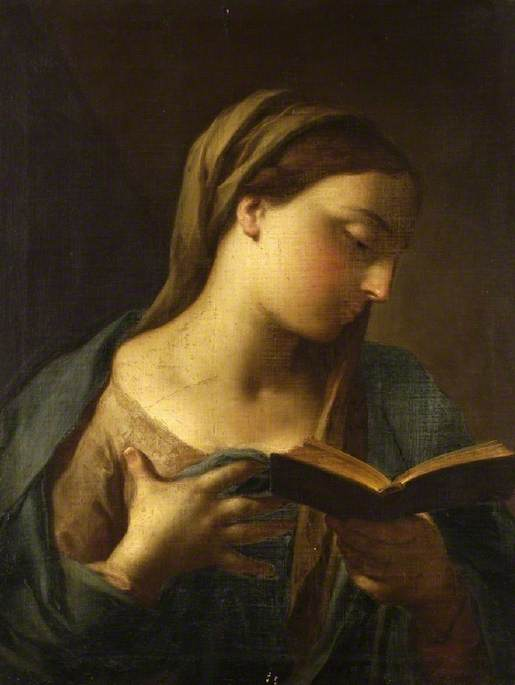
Читающая Дева Мария. Музей Фицуильяма, Кембридж, Великобритания